# Dry (rappeur)
 (septembre 2024).
Pour les articles homonymes, voir Dry.
Dry, nom de scène de Delica Landry, né le 16 mars 1977 à Paris, est un rappeur français d’origine brazza-congolaise ayant grandi à Sevran. Il est également connu sous les pseudonymes « L'Amiral » et « L'Intransférable »

## Biographie

### Enfance et Intouchable
Délica Landry né le 16 mars 1977 à Paris, il a grandi à Sevran en Seine-Saint-Denis, près de Paris, où il était ami avec le rappeur Nessbeal avant de s'installer en 1991 à Orly dans le Val-de-Marne.
En plus de son travail solo, Dry est membre du groupe de rap français Intouchable aux côtés du membre du groupe Demon One (de son vrai nom Hakim Sid). Il fait également partie du collectif de rap français Mafia K'1 Fry aux côtés de l'autre membre d'Intouchable Demon One.
En tant que membre de Mafia K'1 Fry, Dry participe aux albums des rappeurs Ideal J, Rohff et 113 avant de sortir en 2000 avec Intouchable l'album Les points sur les I.
En 2004, il participe au troisième album Rohff La fierté des nôtres et à la compilation Street Lourd Hall Stars avec "La hass" en collaboration avec Kamelancien et Rohff.
En 2005, Intouchable sort son deuxième album La vie de rêve avec un titre commun "La gagne" en collaboration avec Tonton David. Dry a également figuré dans plusieurs chansons de rap de la Sexion d'Assaut.

### Carrière solo

#### Album:De la pure pour les durs(2008)
En 2008, Dry sort son premier album sous forme de street tape intitulé De la pure pour les durs comprenant de nombreux titres inédits de Dry.

#### Albums:Les derniers seront les premiersetTôt ou tard(2009-2012)
En 2009, il sort son deuxiéme album Les derniers seront les premiers suivi d'un troisiéme album le 20 février 2012 intitulé Tôt ou tard.

## Discographie

### Albums

#### En solo
- 2008 : De la pure pour les durs (mixtape)
- 2009 : Les derniers seront les premiers (album)
- 2012 : Tôt ou tard (album)
- 2013 : Maintenant ou jamais[4] (album)
- 2018 : De la pure pour les durs 2 Vol.1 (EP)
- 2019 : De la pure pour les durs 2 Vol. 2 (EP)
- 2021 : Dysnomia[5] (album)

#### Avec Intouchable
- 1999 : Les points sur les I (maxi)
- 2000 : Les points sur les I (album)
- 2001 : I Have a Dream (maxi)
- 2005 : Original Mix-Tape (mixtape)
- 2005 : La vie de rêve (album)

#### Avec Mafia K'1 Fry
- 1999 : Légendaire (maxi)
- 2003 : La cerise sur le ghetto (album)
- 2007 : Jusqu'à la mort (album)

### Singles
- 2008 : Tout le monde à terre
- 2009 : Vice Versa (avec Diam's)
- 2012 : Ma Mélodie (avec Gims)
- 2013 : On fait pas semblant (avec Dr. Bériz)
- 2013 : Le choix (avec Gims)
- 2014 : Maintenant ou jamais (avec Tal)
- 2016 : Vieux père
- 2017 : Jon Snow
- 2017 : Authentik
- 2018 : Tant pis (avec Dadju)
- 2018 : VFE
- 2020 : Atlantis #1
- 2020 : Atlantis #2
- 2020 : Atlantis #3
- 2021 : Hollywood
- 2021 : Fraté (avec Le A)
- 2021 : Darkside
- 2021 : Demi-lune

### Apparitions
- 1998 : Ideal J avec Dry (Intouchable), Karlito, AP (113) & OGB - Showbizness 98, (sur l'album de Ideal J, Le combat continue)
- 2007 : Rim'K avec Dry & Medine - Le billet de banque (sur l'album Famille nombreuse)
- 2008 : Kery James avec Dry - Égotripes (sur l'album A l'ombre du show business)
- 2008 : Sexion d'Assaut avec Dry - Normal (sur le CD Street Le renouveau)
- 2008 : Gooki avec Dry & S'Co - J'ai fait un rêve (sur l'album Gooki Trop de choses à dire)
- 2009 : Kennedy avec Dry, Ol Kainry, Seth Gueko, Black Barby, Despo Rutti & Alonzo - Code de la rue Remix (sur l'album Kennedy Cicatrice)
- 2009 : AP avec Dry & OGB - Tempéraments (sur l'album d'AP Discret)
- 2009 : Sexion d'Assaut avec Dry - Wati bon son (sur le CD Street L'Écrasement de tête)
- 2010 : Mister You avec Dry, John Steed & Wira - Vieille meuf (sur l'album Présumé coupable)
- 2010 : 400 Hyènes avec Dry, Zesau, Alpha 5.20, Iron Sy & Beli Blanco - Union malsaine (sur l'album L'esprit du clan)
- 2010 : Sexion d'Assaut avec Dry - Wati by night (sur l'album L'École des points vitaux)
- 2010 : Ol Kainry avec Dry - Beleck (sur l'album Iron Mic 2.0)
- 2011 : DJ Abdel avec Wati Funk (Dry, JR O Crom & Maître Gims) - Donnez Nous De La Funk
- 2012 : Sexion d'Assaut avec Dry - Assez (sur l'album L'Apogée)
- 2012 : Big Ali avec Wati B (Black M, Dry & Dadju) - Wati Big Ali
- 2012 : Sexion d'Assaut avec Dry - Cérémonie (sur l'album L'Apogée)
- 2013 : Maître Gims avec Dry - One Shot (sur l'album Subliminal)
- 2013 : David Carreira avec Dry - Obrigado La Famille
- 2013 : Akhenaton, Disiz la Peste, Dry, Kool Shen, Lino, Nekfeu, Nessbeal, Sadek, Sneazzy, S.Pri Noir, Still Fresh, Soprano, Taïro - Marche
- 2014 : Dj Kayz avec Mokobé, Dry & Dieselle - Soirée
- 2014 : Black M avec JR O Crom, Dry & Big Ali - À la vôtre (sur l'album Les Yeux plus gros que le monde)
- 2014 : The Shin Sekaï, Dry, Dr Bériz, Abou Debeing - Billet facile (sur la compilation Les Chroniques du Wati Boss, Vol.2)
- 2016 : Lefa avec Dry - TMCP #9 - On est en guerre
- 2018 : 4Keus avec Naza, KeBlack & Dry - Mignon garçon
- 2019 : DJ Leska avec Dry, Grizzly 942 & KDR - Marie
- 2021 : Youssoupha, Sat, Black M, Kofs, Dry & Belek - Micro changé (sur l'album Le Classico organisé)